# تپه شماره ۳ دره المازو
تپه شماره ۳ دره المازو مربوط به دوران پیش از تاریخ ایران باستان - هزاره ا قبل از میلاد است و در شهرستان شاهرود، بخش میامی، روستای دشت شاد واقع شده و این اثر در تاریخ ۱۰ دی ۱۳۸۱ با شمارهٔ ثبت ۶۵۸۱ به‌عنوان یکی از آثار ملی ایران به ثبت رسیده است.